# Jan Kubelík
Jan Kubelík, född 5 juli 1880 i Prag, död 5 december 1940, var en tjeckisk violinist och kompositör.

## Biografi
Kubelík var lärjunge till Otakar Ševčík i Prag. Han fick stor framgång genom sin tekniska skicklighet och ansågs i början av 1900-talet som den främste violinisten i världen utifrån den tekniska aspekten. Under sina omfattande turnéer fick han rykte som den "tjeckiske Paganini".
Kubelik gjorde en mängd inspelningar för The Gramophone Company och för Fonotipia/Polydor. The Gramophone Company spelade in hans obligat till Dame Nellie Melba 1904, en matchning som återspeglade den klassiska fraseringen, tonala renheten och säkerheten i hans konst och var ett utmärkt komplement till den.
Deras tidiga version av Bach - Gounod Ave Maria spelades in två gånger, i oktober 1904 och i februari 1905, och detta var en av de stora tidiga klassikerna på grammofon, och en av de inspelningar som bidrog till att violinen nådde populär framgång. 
Nio år senare, när tekniken hade förbättrats, återupptogs samarbetet för att upprepa inspelningen med orgelackompanjemang i maj 1913 och därefter i oktober 1913. Det var den senare versionen som sedan överlevde i mellankrigstiden i form av en dubbelsidig skiva. Hans konsert 1935 i Carnegie Hall spelades också in och har återutgivits.
Som tonsättare blev han känd genom sex violinkonserter och några mindre stycken.